# Сент-Джон, Харольд Бернард
Сэр Харольд Бернард Сент-Джон (англ. Harold Bernard St. John; 16 августа 1931 — 29 февраля 2004) — барбадосский политик и третий премьер-министр Барбадоса в 1985—1986 годах. Возглавлял Барбадосскую лейбористскую партию в 1970—1971 и 1985—1987 годах.

## Биография
Родился в округе Крайст-Черч. Окончил в 1953 году Университетский колледж Лондона, юрист. Вступил в Барбадосскую лейбористскую партию (БЛП) в 1959 году, ещё до получения независимости от Великобритании. Работал адвокатом на Барбадосе и Тринидаде. После обретения независимости в 1966 году был избран в парламент страны, где работал в качестве члена верхней палаты в 1971–1976 годах как член оппозиционной партии.
Оставил место в верхней палате парламента когда был избран в Палату собрания в 1976 году, когда его партия во главе с Томом Адамсом выиграла парламентские выборы. Работал в различных должностях в лейбористском правительстве 1970-х годов, в том числе заместителем премьер-министра, министром торговли и промышленности, министром туризма (на этом посту стал одним из самых влиятельных политиков в стране при развивающейся индустрии туризма).
После смерти премьер-министра Т. Адамса в марте 1985 года сменил его во главе правительства и партии. Сразу после этого ему пришлось заняться поиском решения обширных проблем торговли и платежей в рамках Карибского сообщества (КАРИКОМ), созданных предшественником и  оказавших долгосрочное влияние на экономику страны.
После проигрыша на состоявшихся в 1986 году парламентских выборах оставил также пост лидера партии.
В 1994 году, когда БЛП вновь пришла к власти, уступил пост премьер-министра Оуэну Артуру и был назначен на должность заместителя премьер-министра. Позже в этом году получил барбадосское рыцарское звание, как награждённый орденом святого Андрея.
Покинул кабинет министров в 1999 году, а затем отказался от своего мандата в Палате собрания в 2003 году.
В 2004 году умер от рака в Бриджтауне.